# Thomas S. Butler

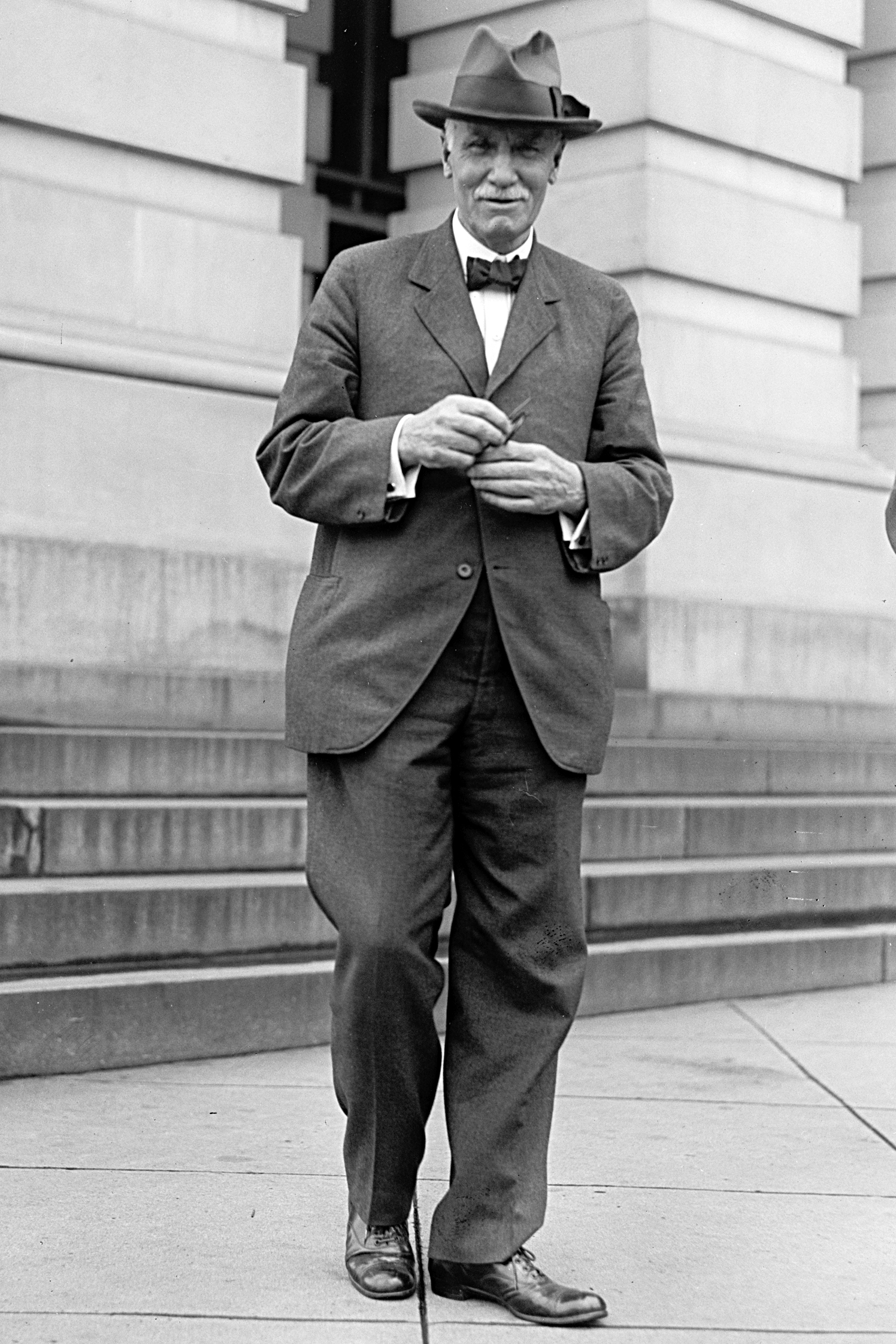
Thomas S. Butler (1919)

Thomas Stalker Butler (* 4. November 1855 in Uwchlan, Chester County, Pennsylvania; † 26. Mai 1928 in Washington, D.C.) war ein US-amerikanischer Politiker. Zwischen 1897 und 1928 vertrat er den Bundesstaat Pennsylvania im US-Repräsentantenhaus.

## Werdegang
Thomas Butler besuchte die öffentlichen Schulen seiner Heimat, die West Chester State Normal School und die Wyer’s Academy in West Chester. Nach einem anschließenden Jurastudium und seiner 1877 erfolgten Zulassung als Rechtsanwalt begann er in West Chester in diesem Beruf zu arbeiten. Im Jahr 1888 war er Richter im 15. Gerichtsbezirk von Pennsylvania. Politisch wurde er Mitglied der Republikanischen Partei. Im Juni 1892 nahm er als Delegierter an der Republican National Convention in Minneapolis teil, auf der Präsident Benjamin Harrison zur dann erfolglosen Wiederwahl nominiert wurde.
Bei den Kongresswahlen des Jahres 1896 wurde Butler als unabhängiger Republikaner im sechsten Wahlbezirk von Pennsylvania in das US-Repräsentantenhaus in Washington gewählt, wo er am 4. März 1897 die Nachfolge von John Buchanan Robinson antrat. Nach 15 Wiederwahlen als Kandidat der Republikanischen Partei konnte er bis zu seinem Tod am 26. Mai 1928 im Kongress verbleiben. Von 1905 bis 1911 leitete er das Committee on Pacific Railroads und seit 1919 bis zu seinem Tod war er Vorsitzender des Ausschusses für Marineangelegenheiten. Außerdem wechselte er während seiner Zeit als Kongressabgeordneter zweimal seinen Wahlbezirk. Bis 1903 vertrat er den sechsten, dann von 1903 bis 1923 den siebten und danach den achten Distrikt seines Staates. In seine Zeit im US-Repräsentantenhaus fielen unter anderem der Spanisch-Amerikanische Krieg von 1898 und der Erste Weltkrieg. Zwischen 1913 und 1920 wurden der 16., der 17., der 18. und der 19. Verfassungszusatz ratifiziert.
Thomas Butler war der Vater von Smedley D. Butler (1881–1940), der ein hoch dekorierter Generalmajor im United States Marine Corps wurde.